# Pfaendlers Grabschrecke
Pfaendlers Grabschrecke (Xya pfaendleri) ist eine Art aus der Familie der Grabschrecken (Tridactylidae).

## Merkmale
Die Tiere erreichen eine Länge von 4 bis 5,5 Millimetern (Männchen) bzw. 5 bis 6,5 Millimetern (Weibchen). Sie haben eine dunkelbraune bis schwarze Grundfarbe mit einer schwach ausgeprägten, hellgelblich bis -bräunlichen Zeichnung. Besonders am Hinterleib, an den Beinen und am Hinterrand des Halsschildes finden sich solche Stellen. Die hellbraunen Schienen (Tibiae) der mittleren Beinpaare sind abgeflacht. Wie alle Arten der Familie besitzen sie stark chitinisierte Vorderflügel, die von den fächerförmig gefalteten Hinterflügeln überdeckt werden. Auch sind die Schenkel der Hinterbeine sehr kräftig ausgeprägt. 

### Ähnliche Arten
- Xya variegata

## Vorkommen
Die Art kommt in Südeuropa häufig vor. Die nördliche Verbreitungsgrenze verläuft am Ostufer des Neusiedler Sees und im Wallis. Pfaendlers Grabschrecke lebt an sandigen, feuchten Ufern von stehenden und fließenden Gewässern. Insbesondere der Bereich zwischen dem Wasser und der Ufervegetation wird bevorzugt besiedelt. Imagines findet man fast zu jeder Jahreszeit, im Hochsommer sind sie aber anscheinend selten. 

## Lebensweise
Pfaendlers Grabschrecke ernährt sich von Algen, die auf Sandkörnern wachsen. Die Art baut über der Erdoberfläche unregelmäßig verlaufende Tunnel aus Sand, in denen sie sich vor allem bei Regen aufhält.

## Referenzen
- Heiko Bellmann: Der Kosmos Heuschreckenführer, Die Arten Mitteleuropas sicher bestimmen, Franckh-Kosmos Verlags-GmbH & Co KG, Stuttgart 2006, ISBN 3-440-10447-8.